# Omex
Omex (okzitanisch: Aumets) ist eine französische Gemeinde mit 222 Einwohnern (Stand: 1. Januar 2022) im Département Hautes-Pyrénées in der Region Okzitanien (bis 2015 Midi-Pyrénées). Sie gehört zum Arrondissement Argelès-Gazost und zum Gemeindeverband Tarbes-Lourdes-Pyrénées. Die Bewohner werden Omexéens genannt.

## Geografie

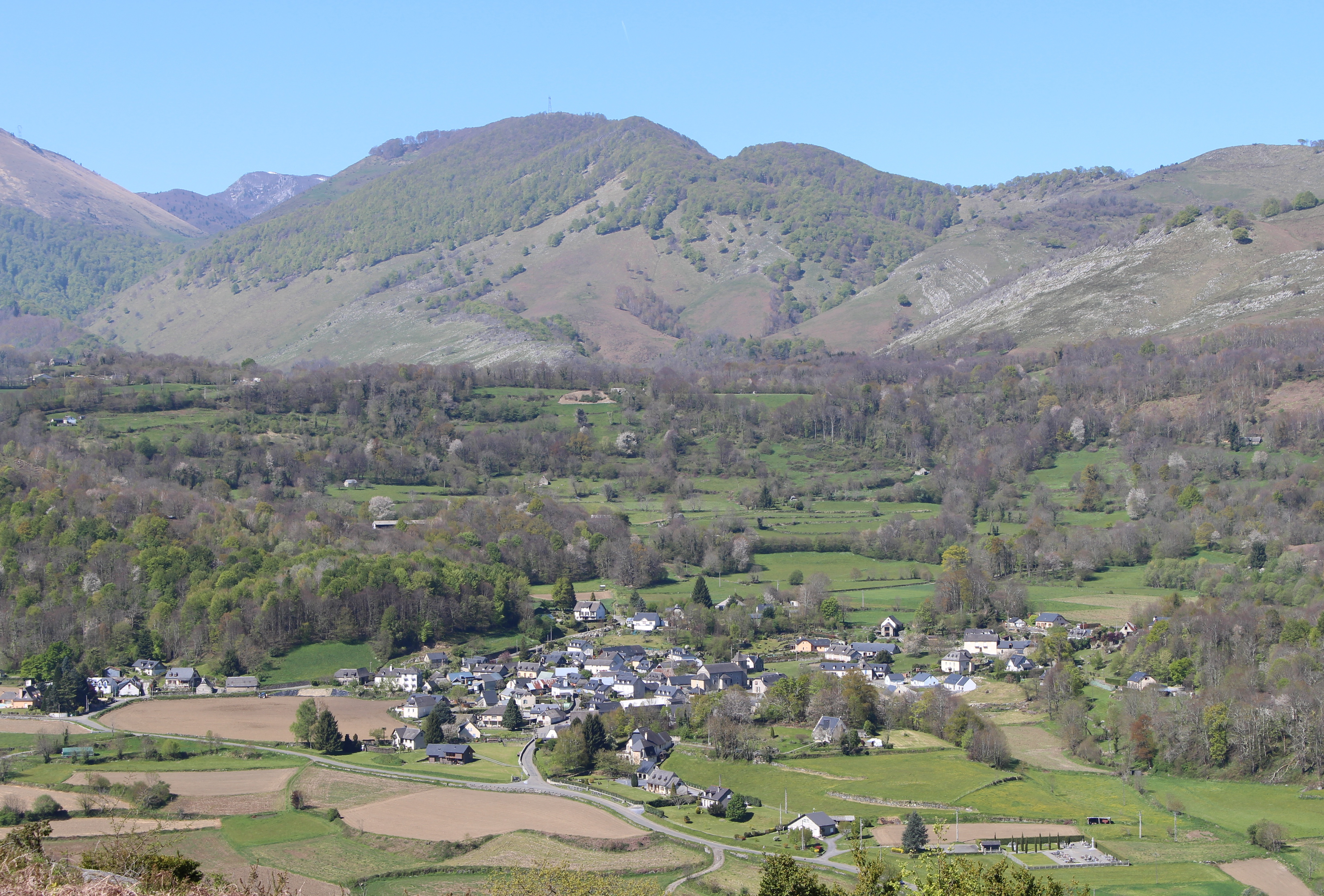
Blick auf Omex

Die Gemeinde Omex liegt in der Landschaft Bigorre am Nordrand der Pyrenäen, sechs Kilometer südwestlich des Wallfahrtsortes Lourdes und etwa 45 Kilometer nördlich der Grenze zu Spanien. Das 5,53 km² große Gemeindegebiet umfasst den Hauptteil des auf ca. 550 Metern über dem Meer liegenden Hochtales Batsurguère (La vallée de Batsurguère, okzitanisch: Vath Surguèra).
Flankiert wird das Hochtal von einigen Pyrenäen-Gipfeln:
| nördlich des Dorfes Omex - Soum d’Ech 913 m - Castet Miu 791 m | westlich des Dorfes Omex - Mail Rouy 1135 m - Pic de Taulemale 1112 m - Le Coussaout 1099 m - Caillouet 910 m |

Die Fließgewässer im Gemeindegebiet von Omex (Ruisseau de Bayet, Ruisseau des Moules) sind Gebirgsbäche, die teilweise im kalkhaltigen Untergrund versickern und nach dem Wiederauftauchen zum Gave de Pau im Einzugsgebiet des Adour entwässern. Auf etwa einem Drittel des Gemeindeareals herrscht Wald vor, den größten Anteil macht Weideland aus. Zur Gemeinde Omex gehören die Weiler Crabé, Tramebernède, Bayard, La Moule, Badia und Bourdère. Umgeben wird Omex von den Nachbargemeinden Lourdes im Norden und Nordosten, Ségus im Osten und Süden sowie Saint-Pé-de-Bigorre im Westen.

## Ortsname
Zwischen 1200 und 1230 trat zum ersten Mal der Ortsname A Homees in Erscheinung. Es folgten die Schreibweisen Omegs (1294), D-Omex (1313), De Omex (1342), d’Omex (1379), Omecx (1429), Omecz en Bat Suriguera (1541), Omets (1768) und Osmets (1790), bis schließlich ab 1793 der heute noch gültige Name Omex verwendet wurde.

## Bevölkerungsentwicklung
| Jahr      | 1962 | 1968 | 1975 | 1982 | 1990 | 1999 | 2006 | 2013 | 2021 |
| Einwohner | 192  | 164  | 165  | 169  | 179  | 204  | 234  | 233  | 226  |

Im Jahr 1891 wurde mit 445 Bewohnern die bisher höchste Einwohnerzahl ermittelt. Die Zahlen basieren auf den Daten von cassini.ehess und INSEE.

## Sehenswürdigkeiten
- Kirche Saint-Saturnin, 1769 anstelle einer alten Kapellenscheune errichtet; der neoromanische Bau ist einschiffig mit einer massiven Veranda unter dem Turm, im 19. Jahrhundert restauriert
- Schloss Omex (Château d’Omex), herrschaftliche Burg von 1293 bis zur Französischen Revolution, danach bis 1882 Villa der Tante und der Patin von Marschall Foch, heute in Privatbesitz (von der alten Burg sind nur noch Fundamentreste erhalten, für den Bau der Scheune wurden Steine des ehemaligen Bergfrieds verwendet)
- teilweise begehbare Höhle Grotte du Roy im äußersten Nordzipfel der Gemeinde, nur von Lourdes aus erreichbar
- Kletterfelsen oberhalb des Col d’Ech
- Lavoir du Clot
- Lavoir de la Hount de Dessus
- Marien-Oratorium
- Gefallenendenkmal

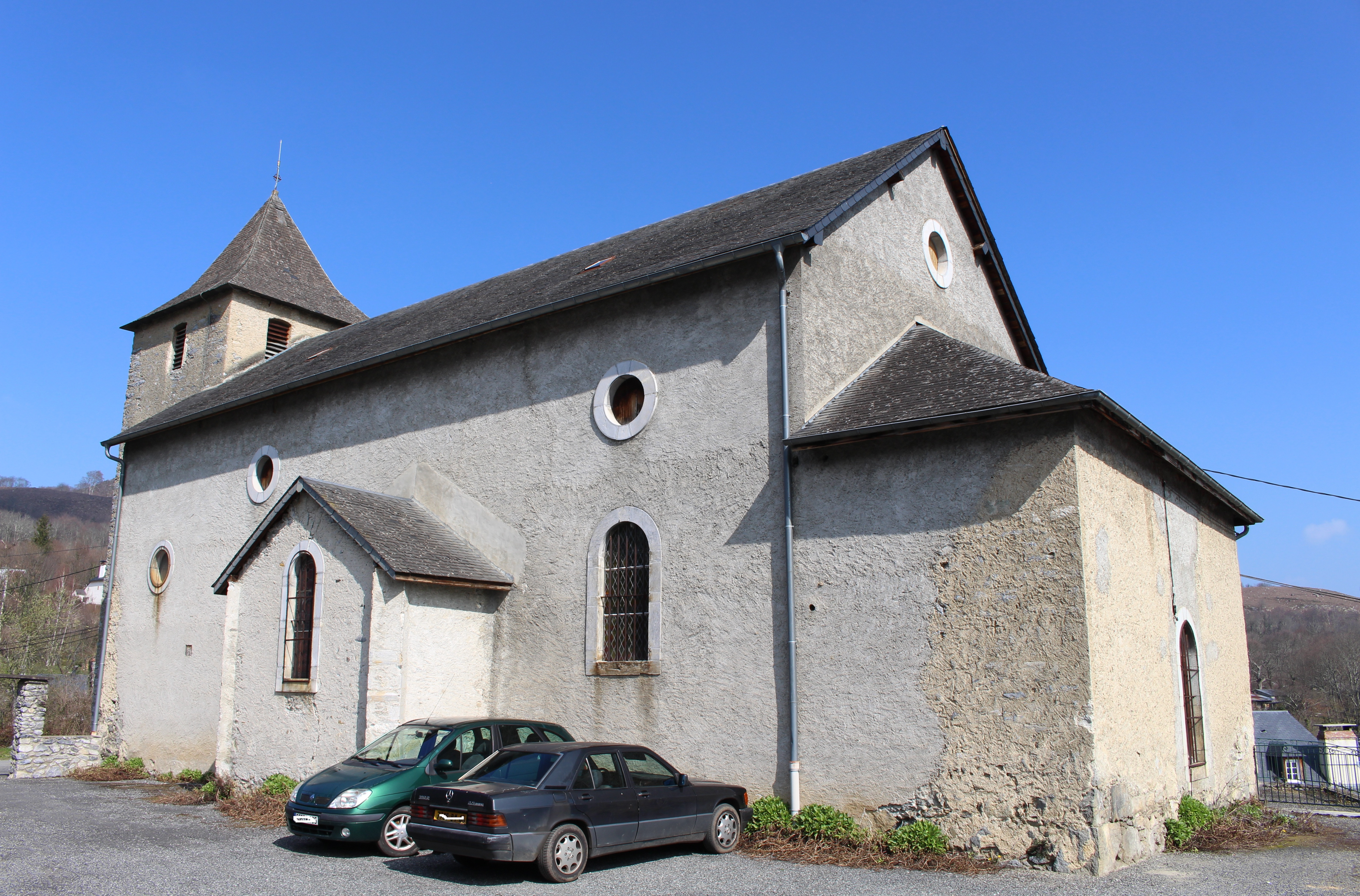
Kirche Saint-Saturnin
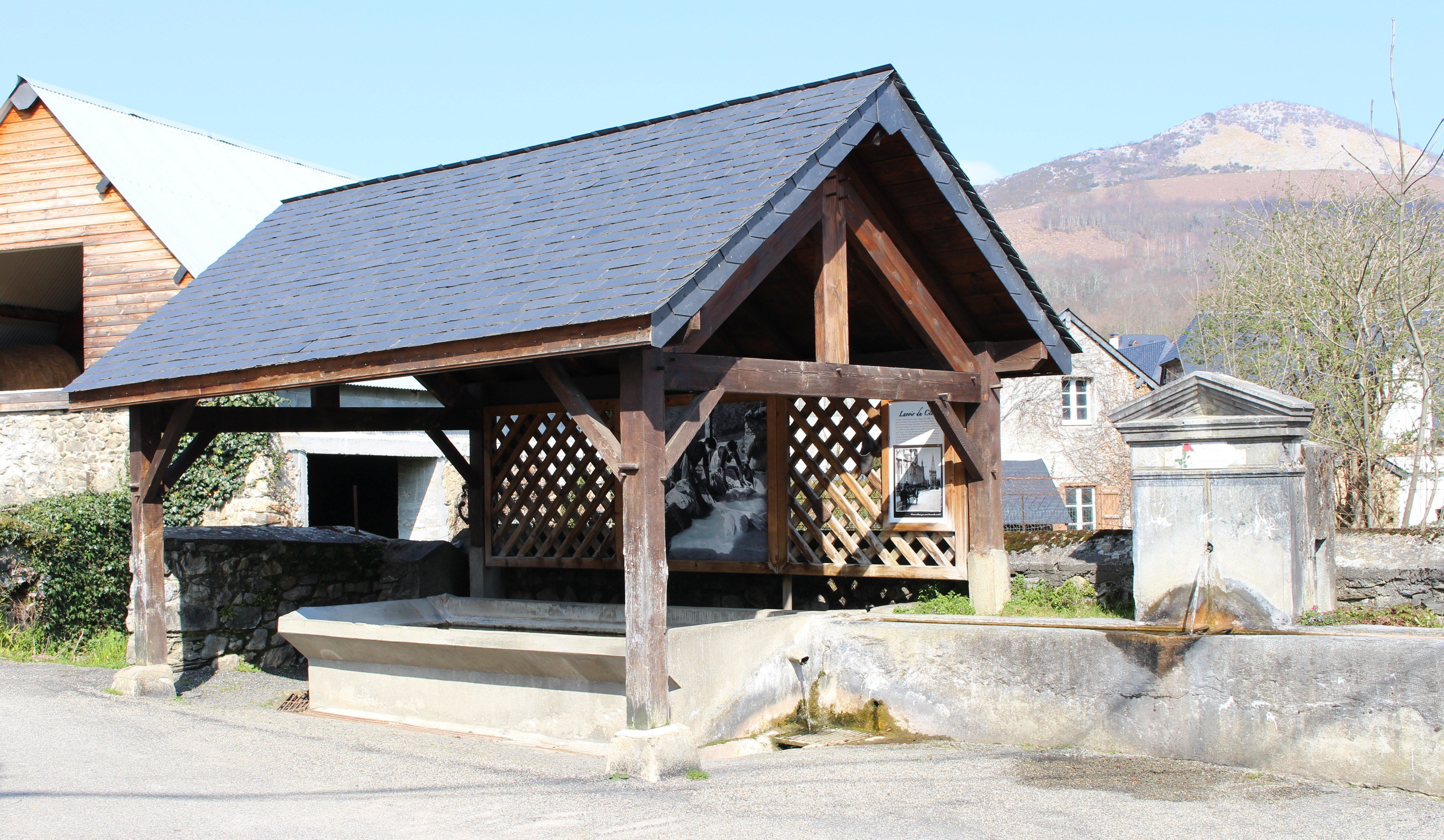
Lavoir du Clot
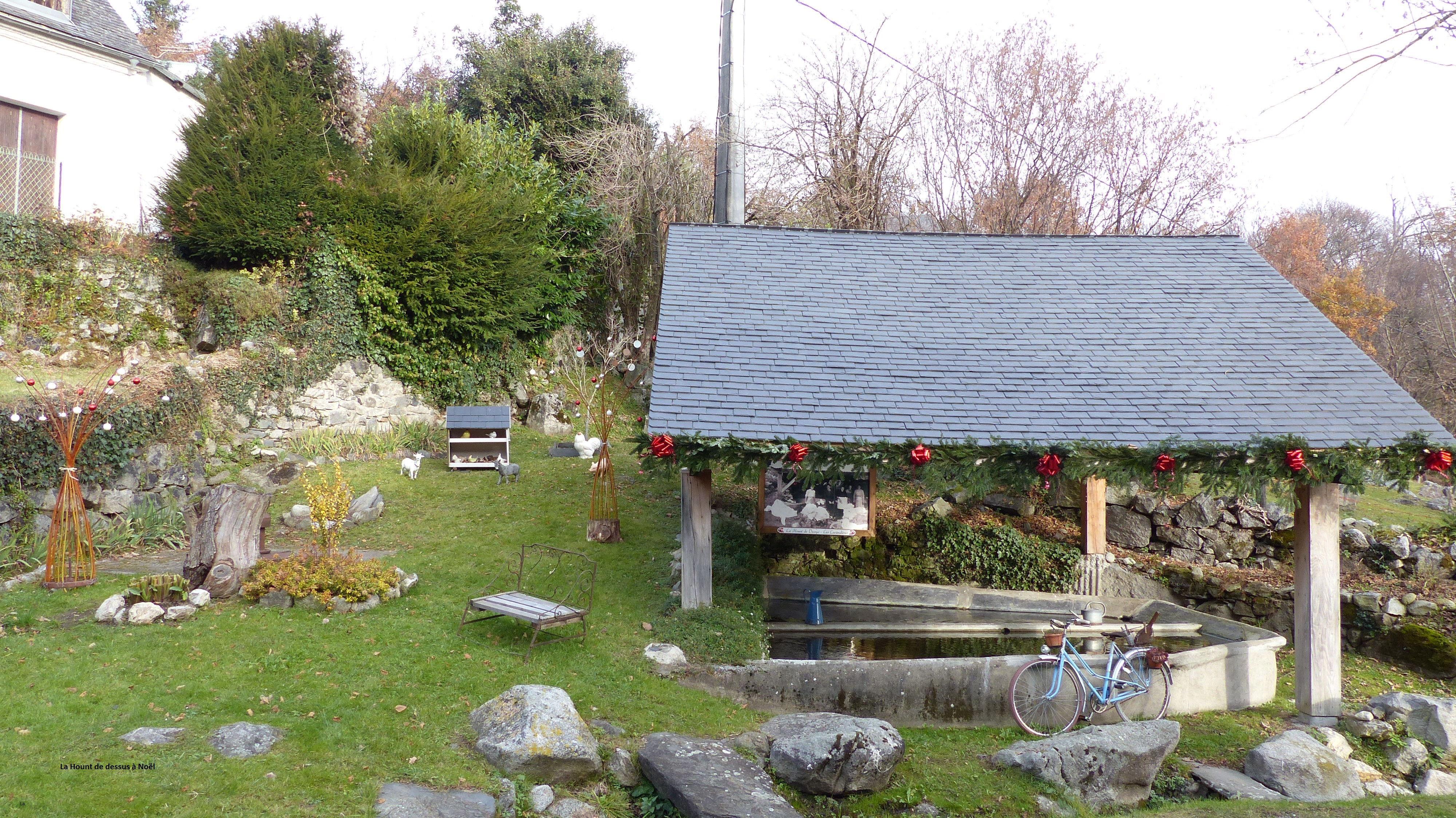
Lavoir de la Hount de Dessus
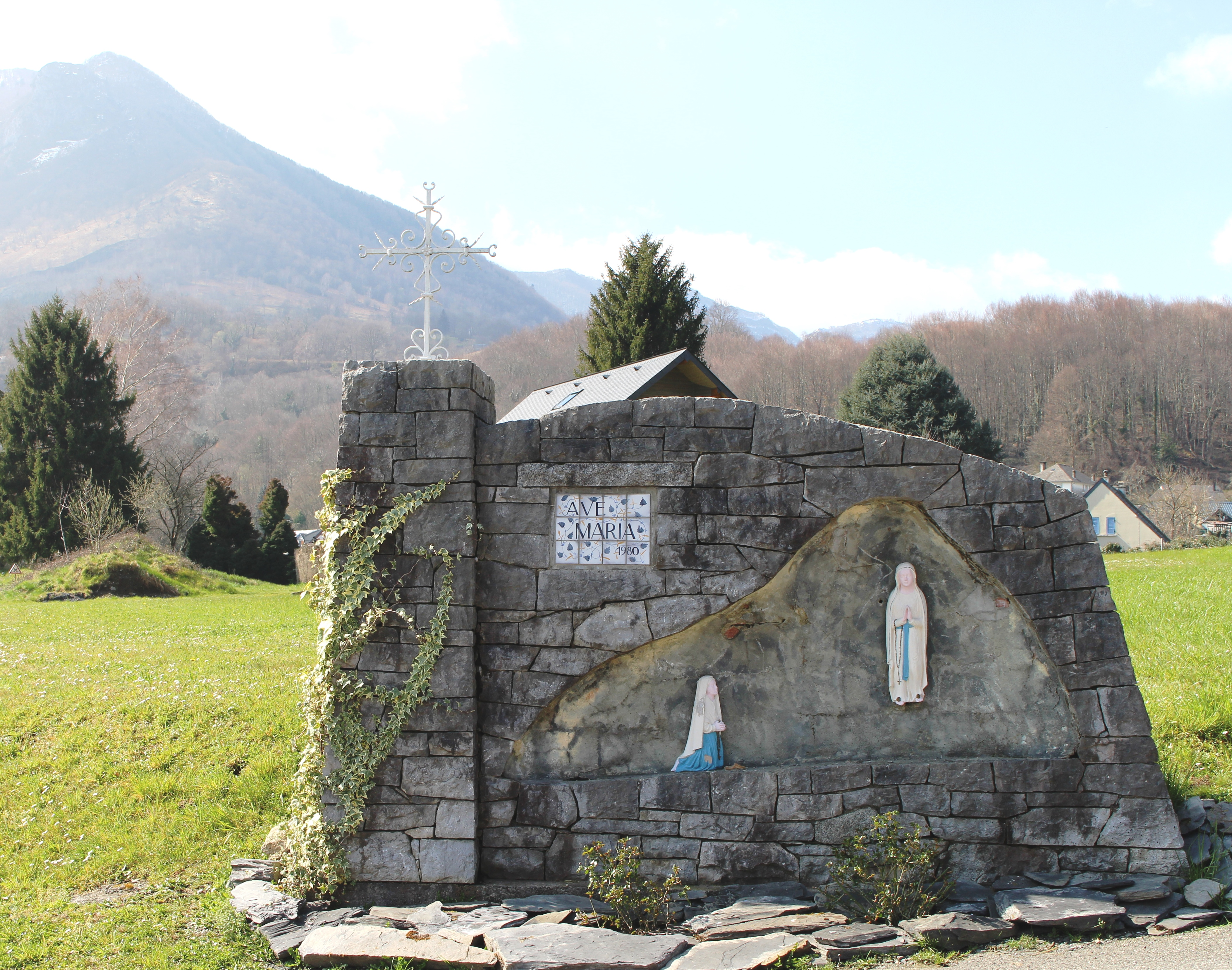
Marien-Oratorium
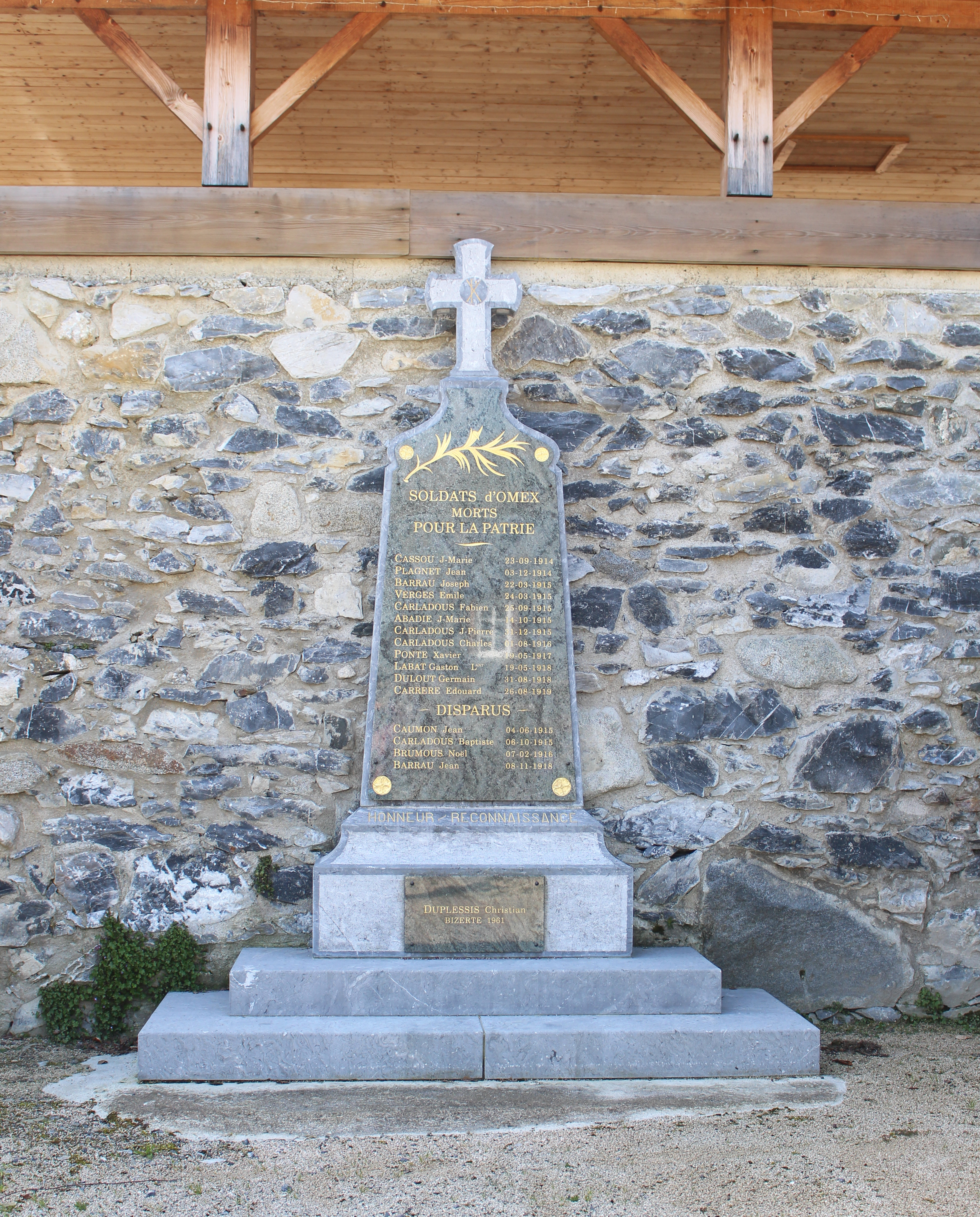
Gefallenendenkmal

## Wirtschaft und Infrastruktur
In Omex dominieren der Fremdenverkehr und die Landwirtschaft. Die Pensionen und Ferienhäuser im Ort nehmen einen Teil des Pilgerstromes der benachbarten Stadt Lourdes auf. In der Gemeinde sind sechs Landwirtschaftsbetriebe ansässig (Milchviehhaltung, Pferdezucht, Obstanbau).
Die sechs Kilometer entfernte Stadt Lourdes ist ein wichtiger Verkehrsknoten am Nordrand der Pyrenäen.

## Belege
1. ↑  „Dictionnaire toponymique des communes des Hautes-Pyrénées, Tarbes, Conseil Général des Hautes-Pyrénées, 2000“ (Toponymisches Wörterbuch der Gemeinden der Hautes-Pyrénées) von  Michel Grosclaude und Jean-Francois Le Nail (ISBN 2-9514810-1-2)
2. ↑  Omex auf cassini.ehess
3. ↑  Omex auf INSEE
4. ↑  Landwirtschaftsbetriebe auf annuaire-mairie.fr (französisch)